# Leon (Iowa)
Pour les articles homonymes, voir Léon.
La ville américaine de Leon est le siège du comté de Decatur, dans l’État de l’Iowa. Elle comptait 1 983 habitants lors du recensement de 2000.

## Source
- (en) Cet article est partiellement ou en totalité issu de l’article de Wikipédia en anglais intitulé « Leon, Iowa » (voir la liste des auteurs).